# Прокофьев, Юрий Михайлович
Юрий Михайлович Прокофьев (19 декабря 1902 года, Тифлис — 25 сентября 1995 года, Москва) — советский военный деятель, Генерал-майор (1943 год).

## Начальная биография
Юрий Михайлович Прокофьев родился 19 декабря 1902 года в Тифлисе.

## Военная служба

### Гражданская война
В мае 1920 года был призван в ряды РККА и направлен красноармейцем во 2-й кавалерийский полк (2-я кавалерийская бригада, 32-я стрелковая дивизия), после чего принимал участие в боевых действиях против вооруженных формирований на территории Азербайджана, а с октября по май 1921 года — на территории Дагестана.

### Межвоенное время
В июне 1922 года был направлен на учёбу на 1-е Бакинские военно-инженерные курсы, после окончания которых в декабре того же года был направлен в 21-ю Тифлисскую пехотную школу, в составе которой с августа по сентябрь 1924 года принимал участие в боевых действиях по ликвидации бандформирований на Кавказе. После окончания учёбы в сентябре 1924 года был назначен на должность командира взвода 4-го Кавказского стрелкового полка (2-я стрелковая дивизия имени А. К. Степина). В ноябре того же года переведён в 5-й Кавказский стрелковый полк, где служил на должностях командира взвода полковой школы, командира стрелковой роты, начальника полковой школы и начальника штаба батальона.
В феврале 1932 года Прокофьев был назначен на должность начальника штаба батальона 281-го стрелкового полка (94-я стрелковая дивизия), в мае 1933 года — на должность помощника начальника штаба этого же полка, в феврале 1935 года — на должность помощника начальника 1-го отдела штаба Забайкальского военного округа, в августе 1937 года — на должность помощника начальника 1-го отдела штаба 57-го особого корпуса, а в июле 1939 года — на должность командира 149-го стрелкового полка (36-я мотострелковая дивизия), после чего принимал участие в боевых действиях на Халхин-Голе.
В октябре 1939 года был назначен на должность начальника пехоты 82-й мотострелковой дивизии, а в апреле 1941 года — на должность заместителя командира 36-й мотострелковой дивизии.

### Великая Отечественная война
С началом войны находился на прежней должности.
В августе 1941 года в составе Приволжского военного округа формировал 352-ю стрелковую дивизию, которая в сентябре принимала участие в ходе Смоленского сражения, в октябре вела оборонительные боевые действия в районе городов Можайск и Звенигород, а в декабре принимала участие в ходе контрнаступления под Москвой, в ходе которого были освобождены пгт Тучково и Дорохово.
С мая 1942 года исполнял должность заместителя командира 290-й стрелковой дивизии, в июле был назначен на должность командира 123-й стрелковой бригады, в августе — на должность командира 330-й стрелковой дивизии, а в ноябре — на должность командира 290-й стрелковой дивизии, которая вела оборонительные боевые действия западнее Гжатска и принимала участие в ходе Ржевско-Вяземской наступательной операции.
В августе 1943 года Прокофьев был назначен на должность командира 72-го стрелкового корпуса, который участвовал в Смоленской операции и освобождении Смоленска. С ноября корпус под командованием Прокофьева вёл наступательные и оборонительные боевые действия северо-восточнее Орши, а затем юго-восточнее Витебска.
В мае 1944 года был назначен на должность командира 84-го стрелкового корпуса, который принимал участие в боевых действиях в ходе Каунасской и Мемельской наступательных операций, а также в освобождении городов Витебск, Кедайняй и Расейняй. Вскоре корпус принимал участие в ходе уничтожения курляндской группировки противника.

### Послевоенная карьера
После окончания войны находился на прежней должности.
В мае 1946 года был направлен на учёбу на высшие академические курсы при Высшей военной академии имени К. Е. Ворошилова, после окончания которых с апреля 1947 года состоял в распоряжении Управления по внешним сношениям Генштаба ВС СССР.
В сентябре 1948 года был назначен на должность советника, затем — на должность главного военного советника при военном министре Венгерской народной армии, в январе 1950 года — на должность начальника 4-го направления 10-го отдела 2-го Главного управления, в апреле 1951 года преобразованного в 10-е управление, а в мае 1953 года — на должность начальника 3-го направления 10-го управления Генштаба ВС СССР.
Генерал-майор Юрий Михайлович Прокофьев в ноябре 1954 года вышел в запас. Умер 25 сентября 1995 года в Москве.

## Награды
Награды СССР
- Орден Ленина;
- Четыре ордена Красного Знамени;
- Орден Суворова 2 степени;
- Орден Кутузова 2 степени;
- Орден Отечественной войны 1 степени;
- Медали.

Награды Российской Федерации:
- Орден Жукова.